# Felsőnyárád
Felsőnyárád este un sat în districtul Putnok, județul Borsod-Abaúj-Zemplén, Ungaria, având o populație de 1.046 de locuitori (2011).

## Demografie
Componența etnică a satului Felsőnyárád
     Maghiari (96,23%)
     Romi (3,77%)
Componența confesională a satului Felsőnyárád
     Reformați (32,31%)
     Romano-catolici (25,53%)
     Fără religie (4,02%)
     Greco-catolici (3,73%)
     Necunoscută (32,79%)
     Alte religii (2,01%)
Conform recensământului din 2011, satul Felsőnyárád avea 1.046 de locuitori. Din punct de vedere etnic, majoritatea locuitorilor (96,23%) erau maghiari, cu o minoritate de romi (3,77%). Nu există o religie majoritară, locuitorii fiind reformați (32,31%), romano-catolici (25,53%), persoane fără religie (4,02%) și greco-catolici (3,73%). Pentru 32,79% din locuitori nu este cunoscută apartenența confesională.